# Première brigade partisane de Sisak

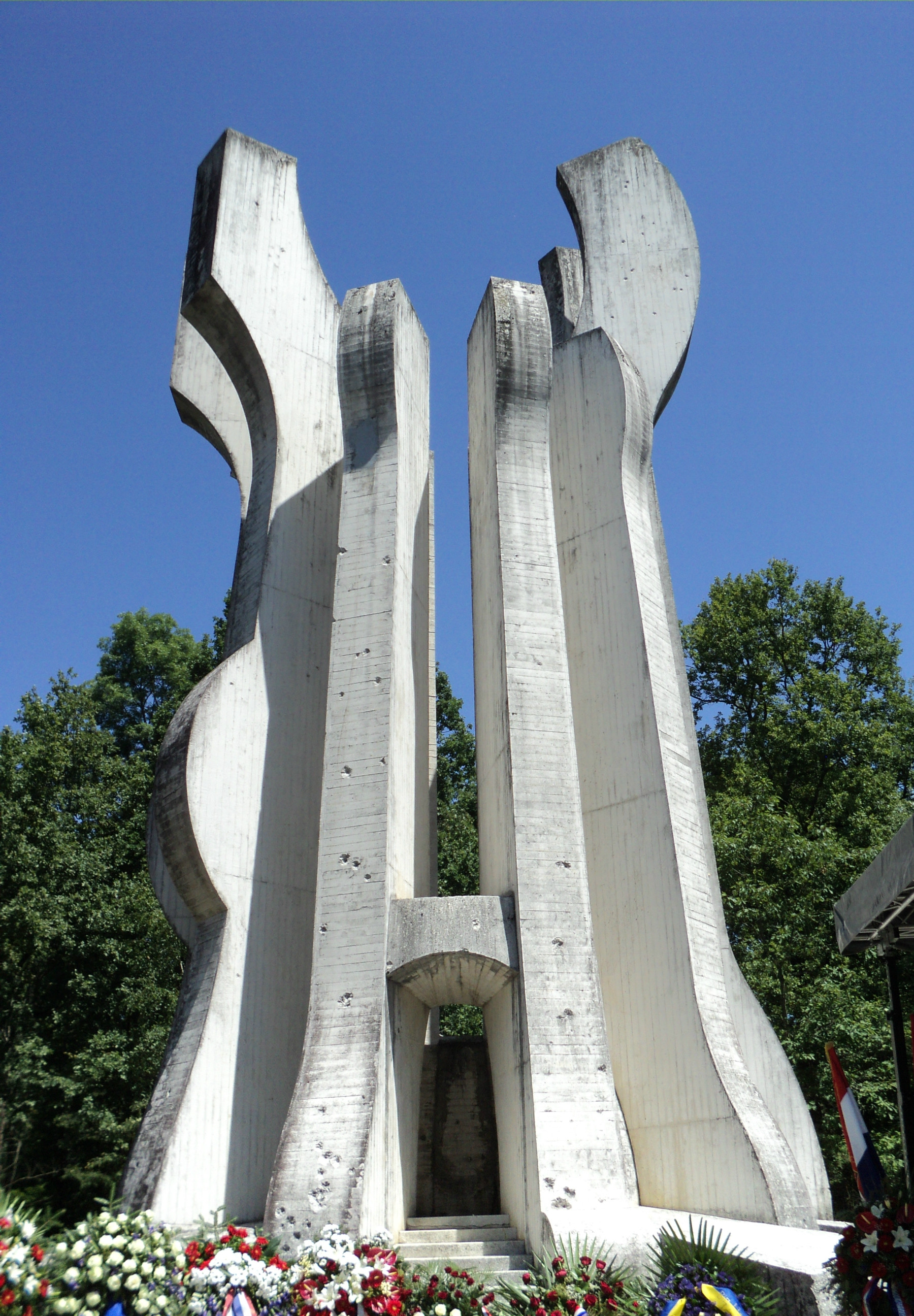
Monument en l'honneur de la Première brigade partisane de Sisak à Brezovica.

La  première brigade partisane de Sisak (en serbo-croate Sisački narodnooslobodilački partizanski odred, 1. Sisački partizanski odred) est une unité militaire de partisans de Croatie. Cette première unité partisane a été établie dans la forêt de Brezovica, près de Sisak le 22 juin 1941, le jour où l'Allemagne nazie a envahi l'Union des républiques socialistes soviétiques.
La brigade comptait 79 membre, tous des Croates sauf Nada Dimić et était commandé par Vladimir Janjić-Capo (en).
La formation de cette brigade a initié la lutte antifasciste en Croatie et dans le reste de la Yougoslavie. Le 22 juin est célébré comme le Jour de la lutte antifasciste et est un jour férié en Croatie.